# نونغ شيم
نونغ شيم ((هانغل: 농심)) هي شركة للمواد الغذائية والمشروبات الكورية الجنوبية ومقرها في سيول. تأسست شركة Nongshim في عام 1965 تحت اسم Lotte Food Industrial Company. تم تغيير الاسم إلى نونغشيم في عام 1978.